# Monteverde
Monteverde je dvanajsti kanton province Puntarenas v Kostariki. Je v gorovju Cordillera de Tilarán. Približno štiri ure vožnje od Osrednjega podolja je Monteverde ena glavnih ekoturističnih destinacij v državi. Območje gosti Rezervat oblačnega gozda Monteverde in številne druge naravne znamenitosti, ki privabljajo veliko število turistov in naravoslovcev.
National Geographic je biološki Rezervat oblačnega gozda Monteverde poimenoval »dragulj v kroni rezervatov oblačnih gozdov«. Newsweek je Monteverde razglasil za 14. mesto na svetu, ki si ga je treba zapomniti, preden izgine. Z ljudskim glasovanjem v Kostariki je bil Monteverde razglašen za eno od sedmih naravnih čudes Kostarike, skupaj z Kokosovim otkom, vulkanom Arenal, Cerro Chirripó, Río Celeste, Tortuguero in vulkanom Poás.
Santa Elena je glavno mesto. Njegovi domovi in podjetja služijo kot turistično središče regije, skupaj z bližnjo sosesko Cerro Plano, skupnostjo Monteverde in številnimi rezervati in znamenitostmi v širši regiji.

## Toponimija
Monteverde pomeni neposredno 'Zelena gora'. Njegovo uradno ime je Monte Verde s presledkom med besedami.

## Zgodovina
Različni predkolumbovski artefakti pričajo o obstoju majhne populacije ameriških staroselcev Clovis, ki so nekoč kmetovali v vaseh na tem območju okoli 3000 pr. n. št. Med približno 3300 pr. n. št. do 2000 pr. n. št. so bližnja plemena na območju Arenala doživela upad prebivalstva. Ta bližnja plemena so ponovno ustanovila vasi v regiji med letoma 2000 pred našim štetjem in 500 pred našim štetjem. Kmetijstvo se je okrepilo v obdobju 500 pr. n. št. do 300 n. št., pri čemer so družbe poglavarstva nadomestile majhne plemenske družbe. Intenzivno krčenje gozdov je spremljalo hortikulturo, zato je mogoče najti kamnite temelje iz tega obdobja. Predmeti iz žada so postali vidna značilnost teh vasi. Od leta 300 do 800 našega štetja so zapletena poglavarstva izpodrinila preprostejša poglavarstva in pojavile so se bolj zapletene vasi s pokopališči, javnimi trgi, zlatarstvom ter medplemensko trgovino in spopadi. Okoli leta 1300 je prišlo do splošnega upada prebivalstva, verjetno zaradi povečane aktivnosti vulkana Arenal.:408–409
Ko so Španci leta 1502 dosegli kopno, je Kostarika preživela dve generaciji vojskovanja. Število avtohtonih prebivalcev po vsej državi je padlo s približno 400.000 na 80.000 v malo več kot 50 letih. Vendar pa za razliko od sosed, Nikaragva in Panama, Kostarika ni prinesla znatnih količin avtohtone delovne sile ali rudnih virov, zato je regija doživela veliko počasnejšo kolonizacijo kot številne druge španske kolonije.

### Začetek 20. stoletja
V prvih treh desetletjih 20. stoletja je kreolsko prebivalstvo v majhnem številu prispelo v območje, ki se danes imenuje Monteverde. Številni so bodisi delali za rudnike zlata Guacimal bodisi delavcem zagotavljali blago in storitve. Nekatere družine so naselile tudi bližnjo nižjo, toplejšo dolino San Luis.

### 1950 in naprej
To, kar danes velja za Monteverde, so ustanovili kvekerji iz Združenih držav, katerih pacifistične vrednote so jih pripeljale do tega, da so kljubovali ameriškemu naboru pred korejsko vojno. Večina teh naseljencev je prihajala iz Fairhopeja v Alabami in je vključevala nekaj nekvekerskih pacifistov in ugovorcev vesti. Tiskovni predstavnik skupine je bil Hubert Mendenhall, mlekar, ki je leta 1949 obiskal Kostariko kot del kmečke turneje. Ti kvekerji in pacifisti so to območje izbrali zaradi njegovega hladnega podnebja, ki bi olajšalo rejo mleka, zaradi nenasilne državne ustave brez vojske in njenih prijaznih kostariških prebivalcev. Kvekerji so upravljali in obdelovali veliko zemljišče, katerega del so sčasoma namenili za ohranitev, danes Reserva Biológica Bosque Nuboso Monteverde (Biološki rezervat oblačnega gozda Monteverde). To je postalo velika turistična atrakcija.

### 2005 bančni napad
8. marca 2005 je skupina treh oboroženih moških iz Nikaragve vdrla in poskušala oropati podružnico državne narodne banke Santa Elena (Banco Nacional). Stražar je ubil dva oborožena moška. Vendar pa je en napadalec bančne stranke držal za talce 28 ur. Ko so oblasti uspešno poskušale ponovno zavzeti banko, so umrli višji policist in devet civilistov, preživel pa je le eden od napadalcev. Ta dogodek je dvignil napetosti med prebivalci Nikaragve in Kostarike po vsej državi in spodbudil večjo varnost v številnih nacionalnih bankah.

### Nastanek kantona
Kot okrožje kantona Puntarenas je imel Monteverde svojo lokalno vlado v obliki občinskega okrožnega sveta zaradi velike oddaljenosti od uradov lokalne uprave občine kantona Puntarenas, zato so si njegovi prebivalci prizadevali postati lasten kanton.
4. avgusta 2021 je zakonodajna skupščina odobrila spis št.º 21618, ki ga je nato 29. septembra 2021 predsednik Carlos Alvarado Quesada podpisal v zakon št. 10019, ki ločuje okrožje od kantona Puntarenas v kanton Monteverde. Vendar je bila sprememba zaradi zakona št.º 6068 preložena na čas po 3. aprilu 2022, saj štirinajst mesecev pred volitvami ni bilo mogoče spremeniti teritorialne upravne enote, kar se je zgodilo zaradi drugega kroga volitev Costa 2022. Na ta dan so potekale splošne volitve v Riku.
Kanton bo svojo prvo občino in župana dobil na lokalnih volitvah leta 2024.

### Danes
V zadnjih letih je hitro naraščajoče število turistov na tem območju prineslo precejšen pritok Kostaričanov iz drugih mest. Zdaj ocenjujejo, da Monteverde obišče približno 250.000 turistov na leto. V zadnjih letih so na voljo izboljšani izdelki in storitve, vključno z delno asfaltiranimi cestami. Leta 2007 so Kostaričani izglasovali Monteverde kot eno od sedmih čudes Kostarike, skupaj s Kokosovim otokom, Tortuguero, vulkanom Arenal, Cerro Chirripó, Rio Celeste in vulkanom Poás.

## Geografija
Okrožje Monteverde ima površino 53,05 km² in povprečno nadmorsko višino 1330 metrov.
Monteverde leži na približno 1400 m nadmorske višine. Je megleno, vlažno in vetrovno mesto, s povprečno letno temperaturo 18 °C. Letna količina padavin je v povprečju okoli 3000 mm. Vlažnost niha med 74 % in 97 %.

### Upravno teritorialna razdelitev
Kanton Monteverde je razdeljen na samo eno okrožje, ki zavzema isto območje kot celoten kanton: Monteverde, s poštno številko 61201
Santa Elena je glavno mesto (cabecera de distrito). Okrožje vključuje tudi soseske in mesta Cerro Plano, Cuesta Blanca, La Lindora, Los Llanos, Monte Verde in San Luis.

### Demografija
Po popisu iz leta 2011 je Monteverde štel 4155 prebivalcev.
Uradni in najbolj govorjeni jezik je španščina, tako kot v večini Kostarike. Vendar pa je angleško-španska dvojezičnost zelo razširjena zaradi prisotnosti kvekerjev in treh dvojezičnih šol.

## Zanimivosti

### Narava
Zaradi oblačnih gozdov in deževnih gozdov (vključno s sedmimi različnimi ekološkimi življenjskimi območji) je Monteverde kljub težkemu dostopu postal glavni del kostariške turistične poti. Bralci vodilnega državnega časopisa La Nación so ga izglasovali za enega od '7 čudes Kostarike'. Od četrt milijona letnih turistov v Monteverdeju rezervat obišče okoli 70.000 turistov.
Večji del oblačnega gozda Monteverde je mogoče najti v rezervatu. Najbolj obiskano je območje okoli vhoda v park, kjer je šest glavnih poti v skupni dolžini 13 km, ki so urejene in lahko dostopne. Rezervat vključuje veliko mrežo manj dostopnih poti in številne raziskovalne postaje, od katerih sta dve gosti za deset oseb, pa tudi ena večja postaja, ki lahko sprejme kar triinštirideset oseb, čeprav je uporaba teh zdaj omejena. samo raziskovalci.
Vzhodno od Monteverdeja leži ohranitveno območje Otroški večni deževni gozd (El Bosque Eterno de los Niños), projekt, ki ga financirajo šole in otroci z vsega sveta. Bosque Eterno je največji rezervat na tem območju z 22.000 hektarji. Severneje je rezervat Santa Elena. To območje privablja manj turistov kot rezervat Monteverde, vendar ponuja terensko postajo in pogled na vulkan Arenal.

### Ohranitev
Ogromen 10.500 hektarjev gozdni Rezervat oblačnega gozda Monteverde je glavna atrakcija regije, predvsem zaradi odličnega nedotaknjenega in poldeviškega okolja ter biotske raznovrstnosti svetovnega razreda. Znanstveniki so ugotovili, da je to območje dom največjega števila orhidej na planetu, 500, pri čemer je 34 nedavnih odkritij. Tu je bilo najdenih 58 vrst dvoživk, vključno z endemično izumrlo zlato krastačo. To območje je tudi postanek za enaindevetdeset vrst ptic selivk. Slavni sijajni kvecal prebiva tukaj sezonsko. Sto štiriintrideset vrst sesalcev v Monteverdeju vključuje predstavnike iz Severne in Južne Amerike, vključno s šestimi vrstami vrečarjev, tremi pižmovkami, najmanj oseminpetdesetimi netopirji, tremi primati, sedmimi brezzobci, dvema zajcema, svizec, tri vrste veveric, ena vrsta bodičaste miši, vsaj 15 vrst dolgorepih podgan in miši (družina Muridae); ena vrsta ježevca, ena vrsta agutija, ena paca, dva psa, pet kun, štirje rakuni, šest mačk, dve vrsti divjih prašičev, dve vrsti jelenov in en tapir.

### UGA Kostarika
Univerza v Georgii uporablja 155 hektarjev velik satelitski kampus zunaj regije Monteverde v skupnosti spodnjega San Luisa. UGA Costa Rica izvaja številne študijske programe v tujini, ekološke in gozdarske raziskave ter ekoturizem prek prenočišča v kampusu, Ecolodge San Luis. Poleg tega je UGA Costa Rica odgovorna za različne pobude za ohranjanje in trajnost v dolini San Luis, in sicer za program za izravnavo ogljika in prizadevanja za ponovno pogozdovanje v biološkem koridorju Pájaro Campana. Maja 2019 je bilo lastništvo kampusa preneseno na CIEE (Svet za mednarodno izobraževalno izmenjavo), ki gosti samo Univerzo v Georgii in druge akademske skupine, ne pa turistov.